# Världsmästerskapen i nordisk skidsport 1989
Världsmästerskapen i nordisk skidsport 1989 ägde rum i Lahtis i Finland 17-26 februari 1989. Arenorna som ligger tillsammans var Salpausselkä-backarna för backhoppningen och Lahtis stadion för längdskidåkningen.

## Längdskidåkning herrar

### 15 kilometer klassisk stil
22 februari 1989
| Medalj | Namn                           | Tid     |
| Guld   | Harri Kirvesniemi, Finland     | 42.40,7 |
| Silver | Pål Gunnar Mikkelsplass, Norge | 42.44,0 |
| Brons  | Vegard Ulvang, Norge           | 43.08,4 |

### 15 kilometer fri stil
20 februari 1989
| Medalj | Namn                   | Tid     |
| Guld   | Gunde Svan, Sverige    | 40.39,6 |
| Silver | Torgny Mogren, Sverige | 41.02,9 |
| Brons  | Lars Håland, Sverige   | 41.10,3 |

### 30 kilometer klassisk stil
18 februari 1989
| Medalj | Namn                            | Tid       |
| Guld   | Vladimir Smirnov, Sovjetunionen | 1:24.56,9 |
| Silver | Vegard Ulvang Norge             | 1:25.03,6 |
| Brons  | Christer Majbäck, Sverige       | 1:25.09,8 |

### 50 kilometer fri stil
26 februari 1989
| Medalj | Namn                              | Tid       |
| Guld   | Gunde Svan, Sverige               | 2:15.24,9 |
| Silver | Torgny Mogren, Sverige            | 2:16.09,2 |
| Brons  | Aleksej Prokurorov, Sovjetunionen | 2:16.18,8 |

### 4 x 10 kilometer stafett
24 februari 1989
| Medalj | Lag                                                                         | Tid       |
| ------ | --------------------------------------------------------------------------- | --------- |
| Guld   | Sverige (Christer Majbäck, Gunde Svan, Lars Håland, Torgny Mogren)          | 1:40.12,1 |
| Silver | Finland (Aki Karvonen, Harri Kirvesniemi, Kari Ristanen, Jari Räsänen)      | 1:40.13,6 |
| Brons  | Tjeckoslavien (Ladislav Švanda, Martin Petrášek, Radim Nyč, Václav Korunka) | 1:40.13,7 |

## Längdskidåkning damer

### 10 kilometer klassisk stil
19 februari 1989
| Medalj | Namn                             | Tid     |
| Guld   | Marja-Liisa Kirvesniemi, Finland | 29.19,0 |
| Silver | Pirkko Määttä, Finland           | 30.12,2 |
| Brons  | Marjo Matikainen, Finland        | 30.12,9 |

### 10 kilometer fri stil
17 februari 1989
| Medalj | Namn                            | Tid     |
| Guld   | Jelena Välbe, Sovjetunionen     | 27.04,5 |
| Silver | Marjo Matikainen, Finland       | 27.36,7 |
| Brons  | Tamara Tichonova, Sovjetunionen | 27.58,8 |

### 15 kilometer klassisk stil
21 februari 1989
| Medalj | Namn                             | Tid     |
| Guld   | Marjo Matikainen, Finland        | 47.46,6 |
| Silver | Marja-Liisa Kirvesniemi, Finland | 47.48,6 |
| Brons  | Pirkko Määttä, Finland           | 48.20,8 |

### 30 kilometer fri stil
25 februari 1989
| Medalj | Namn                           | Tid       |
| Guld   | Jelena Välbe, Sovjetunionen    | 1:29.59,7 |
| Silver | Larisa Lazutina, Sovjetunionen | 1:30.07,7 |
| Brons  | Marjo Matikainen, Finland      | 1:30.30,6 |

### 4 x 5 kilometer stafett
24 februari 1989
| Medalj | Lag                                                                                  | Tid     |
| Guld   | Finland (Pirkko Määttä, Marja-Liisa Kirvesniemi, Jaana Savolainen, Marjo Matikainen) | 54.49,8 |
| Silver | Sovjetunionen (Julia Sjamsjurina, Raisa Smetanina, Tamara Tichonova, Jelena Välbe)   | 54.56,9 |
| Brons  | Norge (Inger Helene Nybråten, Anne Jahren, Nina Skeime, Marianne Dahlmo)             | 55.52,3 |

## Nordisk kombination

### 15 kilometer
18/19 februari 1989
| Medalj | Namn                           | Tid |
| Guld   | Trond Einar Elden, Norge       |     |
| Silver | Andrej Dundukov, Sovjetunionen |     |
| Brons  | Trond-Arne Bredesen, Norge     |     |

### 3 x 10 kilometer stafett
23/24 februari 1989
| Medalj | Lag                                                               | Tid |
| Guld   | Norge (Trond Einar Elden, Trond-Arne Bredesen, Bård Jørgen Elden) |     |
| Silver | Schweiz (Andreas Schaad, Hippolyt Kempf, Fredy Glanzmann)         |     |
| Brons  | Östtyskland (Ralph Leonhardt, Bernd Blechschmidt, Thomas Abratis) |     |

## Backhoppning

### Normalbacke
26 februari 1989
| Medalj | Namn                        | Poänbg |
| Guld   | Jens Weissflog, Östtyskland | 114,5  |
| Silver | Ari-Pekka Nikkola, Finland  | 110,5  |
| Brons  | Heinz Kuttin, Österrike     | 108,5  |

### Stora backen
20 februari 1989
| Medalj | Namn                        | Poäng |
| Guld   | Jari Puikkonen, Finland     | 218,5 |
| Silver | Jens Weissflog, Östtyskland | 212,5 |
| Brons  | Matti Nykänen, Finland      | 205,0 |

### Lagtävling stora backen
22 februari 1989
| Medalj | Lag                                                                               | Poäng |
| Guld   | Finland (Ari-Pekka Nikkola, Jari Puikkonen, Matti Nykänen, Risto Laakkonen)       | 645,0 |
| Silver | Norge (Magne Johansen, Clas Brede Bråthen, Ole Gunnar Fidjestøl, Jon Inge Kjørum) | 626,0 |
| Brons  | Tjeckoslovakien (Jiří Parma, Martin Švagerko, Ladislav Dluhoš, Pavel Ploc)        | 595,5 |

## Medaljligan
| Placering | Nation          | Guld | Silver | Brons | Totalt |
| --------- | --------------- | ---- | ------ | ----- | ------ |
| 1         | Finland         | 6    | 5      | 4     | 15     |
| 2         | Sovjetunionen   | 3    | 3      | 2     | 8      |
| 3         | Sverige         | 3    | 2      | 2     | 7      |
| 4         | Norge           | 2    | 3      | 3     | 8      |
| 5         | Östtyskland     | 1    | 1      | 1     | 3      |
| 6         | Schweiz         | 0    | 1      | 0     | 1      |
| 7         | Tjeckoslovakien | 0    | 0      | 2     | 2      |
| 8         | Österrike       | 0    | 0      | 1     | 1      |